# Список компьютерных музеев
Список компьютерных музеев по всему миру, отсортированный по континентам и странам в алфавитном порядке. 

## Австралия
- Australian Computer Museum Society[англ.], Новый Южный Уэльс - очень большая коллекция[1]
- The Nostalgia Box[англ.], Перт (Австралия) - Музей компьютерных игр[2]
- Powerhouse Museum[англ.] - есть выставка компьютеров
- Monash Museum of Computing History, Университет Монаша[3]

## Азия

### Южная Корея
- Nexon Computer Museum[англ.]

## Европа

### Бельгия
- Computermuseum NAM-IP, Namur
- Computermuseum[нидерл.], Haren, Брюссельский столичный регион

### Великобритания
- Northwest Computer Museum, Leigh, Wigan
- The National Museum of Computing[англ.], Блетчли-парк
- The Centre for Computing History[англ.], Кембридж
- Retro Computer Museum[англ.], Лестер[4]
- Музей науки (Лондон), Лондон
- National Archive for the History of Computing, Манчестерский университет[5]
- GameCity[англ.], Ноттингем
- The Computing Futures Museum, Staffordshire University[англ.] - вместе с BCS, The Chartered Institute for IT[англ.][6]
- Museum of Computing[англ.], Суиндон
- Time Line Computer Archive, Wigton[англ.][7]
- The Micro Museum, Рамсгит[8]
- Home Computer Museum, Кингстон-апон-Халл[9]
- IBM Hursley[англ.], Hursley[10]
- Derby Computer Museum[11]

См. также: Computer Conservation Society

### Германия
- Берлинский музей компьютерных игр, Берлин
- BINARIUM, Дортмунд - музей компьютерных игр и ЭВМ[13]
- Heinz Nixdorf Museums Forum, Падерборн[14]
- Computermuseum der Fakultat Informatik, Штутгартский университет[15]
- Oldenburger Computer-Museum[англ.], Ольденбург
- Computeum, Фильсхофен-ан-дер-Донау,[16][17] с выборкой из Computer Warehouse Мюнхен, частная коллекция[18]
- Немецкий музей, Мюнхен - большая коллекция компьютеров в одном из выставочных залов.
- technikum29 living museum, Франкфурт-на-Майне - вновь открылся в январе 2020 года.
- Computerarchiv Muenchen, Мюнхен - музей компьютерных иг, ЭВМ и архив журналов[19]
- Компьютерный музей Киля[нем.], Киль (город)
- Analog Computer Museum,[20] Bad Schwalbach / Hettenhain - большая коллекция рабочих и ремонтируемых аналоговых компьютеров.

### Греция
- Hellenic IT Museum

### Дания
- Dansk Datahistorisk Forening, Hedehusene

### Ирландия
- Computer and Communications Museum of Ireland, Ирландский национальный университет[21]

### Израиль
- The Israeli Personal Computer Museum, Хайфа[22]

### Испания
- Computer Museum Garcia Santesmases (MIGS), Мадридский университет Комплутенсе[23]
- Museum of Informatics, Technical University of Valencia[англ.][24]
- Museo de la Historia de la Computacion, Cáceres

### Италия
- Museo dell'Informatica Funzionante, Палаццоло-Акреиде, Сиракузы
- Museo del Computer, via per Occhieppo, 29, 13891 Камбурцано, Биелла
- Museo Interattivo di Archeologia Informatica, Козенца
- UNESCO Computer Museum, Падуя[25]
- All About Apple Museum, Савона[26]
- Музеи компьютерных игр[англ.], Рим - Музеи компьютерных игр
- Tecnologic@mente, Ивреа
- Museo degli strumenti per il calcolo, Пиза

### Молдова
- Музей истории вычислительной техники, Кишинев

### Нидерланды
- Bonami SpelComputer Museum, Zwolle
- Computer Museum Universiteit van Amsterdam, Амстердам[27]
- Computermuseum Hack42, Arnhem
- HomeComputerMuseum[англ.], Хелмонд[28]
- Rotterdams Radio Museum, Роттердам

### Польша
- Muzeum Historii Komputerów i Informatyki, Катовице[29]
- Muzeum Gry i Komputery Minionej Ery (Muzeum Gier), Вроцлав[30]
- Apple Muzeum Polska, Piaseczno[31]

### Португалия
- LOAD ZX Spectrum Museum, Кантаньеди
- Museu Faraday, IST - Instituto Superior Técnico, Лиссабон
- Nostalgica - Museu de Videojogos e tecnologia, Лиссабон
- Museu dos Computadores Inforap, Брага (город)
- Museu Virtual da Informática, Университет Минью, Брага (город)
- Museu das Comunicações, Лиссабон
- Museu Nacional de História Natural e da Ciência Universidade de Lisboa, Лиссабон

### Россия
- Музей советских игровых автоматов, Москва
- Yandex Museum, Москва
- Yandex Museum, Санкт-Петербург
- Moscow Apple Museum
- Antimuseum of Computers and Games, Екатеринбург

### Словакия
- Computer Museum SAV, Bratislava

### Словения
- Computer Museum Društvo Računalniški Muzej, Любляна

### Украина
- Software & Computer Museum, Киев, Харьков

### Финляндия
- Rupriikki Media Museum[англ.], Тампере[32]
- Finnish Museum of Games[англ.], Тампере[33]

### Франция
- ACONIT, Гренобль[34]
- MO5.com[фр.], Париж[35]
- Fédération des Equipes Bull, Анже[36]

### Хорватия
- Peek&Poke, Риека[37]

### Чехия
- Apple Museum[англ.], Прага

### Швейцария
- Musée Bolo[англ.], Лозанна
- Enter-Museum, Solothurn

### Эстония
- Arvutimuuseum[38], Таллин

## Северная Америка

### Канада
- Personal Computer Museum[англ.], Брантфорд
- iMusée, Монреаль
- York University Computer Museum or YUCoM, Йоркский университет
- University of Saskatchewan Computer Museum

### США

#### Аризона
- Southwest Museum of Engineering, Communications and Computation, Глендейл (Аризона)[39]

#### Вашингтон
- Living Computers: Museum + Labs[англ.], Сиэтл
- Microsoft Redmond campus[англ.], Редмонд

#### Виргиния
- U.Va. Computer Museum, Виргинский университет[40]
- Virginia Computer Museum[41]

#### Джорджия
- Computer Museum of America[англ.], Roswell, Джорджия
- Museum of Technology at Middle Georgia State University, Macon, Джорджия

#### Калифорния
- Музей компьютерной истории, Маунтин-Вью (Калифорния)
- DigiBarn Computer Museum[англ.], Boulder Creek (Калифорния)
- Museum of Art and Digital Entertainment[англ.], Окленд (Калифорния)
- The Tech Interactive[англ.], Сан-Хосе (Калифорния)
- Intel Museum[англ.], Санта-Клара (Калифорния)

#### Канзас
- The Topeka Computing Museum, Топика (Канзас) - ныне ликвидирована, существует только он-лайн архив[42]

#### округ Колумбия
- National Museum of American History[англ.], Вашингтон

#### Миннесота
- Институт Чарльза Бэббиджа, Миннесотский университет

#### Монтана
- American Computer & Robotics Museum[англ.], Бозмен (Монтана)

#### Мэриленд
- System Source Computer Museum[англ.], Hunt Valley, Мэриленд[43]

#### Нью-Джерси
- Vintage Computer Federation museum, Wall, Нью-Джерси

#### Нью-Йорк
- The Strong[англ.], International Center for the History of Electronic Games[англ.], Рочестер (Нью-Йорк) - сфокусирован на Retrogaming[англ.] и многих игры старых ЭВМ.

#### Пенсильвания
- Kennett Classic Computer Museum, Кеннетт-Скуэр
- Large Scale Systems Museum, Питтсбург
- Pennsylvania Computer Museum, Парксберг[англ.]

#### Род-Айленд
- Rhode Island Computer Museum[англ.], Норт-Кингстаун

#### Техас
- Brazos Valley Computer Museum, Брайан (Техас)[44]
- Museum of Computer Culture, Остин (Техас)[45]
- National Videogame Museum (United States)[англ.], Фриско (Техас)[46]

## Южная Америка

### Аргентина
- Museo de Informática UNPA-UARG, Рио-Гальегос
- Museo de Informática de la República Argentina - Fundación ICATEC, Буэнос-Айрес
- Espacio TEC, Баия-Бланка

### Бразилия
- Museu Capixaba do Computador, (Vitória)

## Онлайн
- MV Museu de Tecnologia (Brazil)
- Old Computer Museum
- San Diego Computer Museum - ЭВМ подаренные библиотеке университета штата Калифорния в Сан-Диего , но всё ещё делает онлайн-выставки
- Obsolete Computer Museum
- Old-Computers.com
- HP Computer Museum
- Early Office Museum
- IBM Archives
- EveryMac.com
- Bitsavers.org - Software and Document Archive
- TAM (The Apple Museum) - Компьютеры и товары Apple
- Rewind Museum - Виртуальный музей с выездной экспозицией
- Virtual Museum of Computing[англ.]
- The Computer Collector
- New Computer Museum
- IPSJ Computer Museum - Компьютеры Японии
- Freeman PC Museum
- FEMICOM Museum - Femininity in 20th century Video games, computers and electronic toys
- Home Computer Museum
- Malware Museum - Malware программы с 80-х и 90-х
- History Computers
- KASS Computer Museum - A computer history museum & частная коллекция
- Russian Virtual Computer Museum - ЭВМ Советского Союза начиная с 1940-х годов
- Soviet Digital Electronics Museum - музей Советских электронных калькуляторов, ПК и некоторых других устройств
- Development of Computer Science and Technologies in Ukraine - Украинский виртуальный компьютерный музей
- Spectrum Generation collection, supporting the LOAD ZX Spectrum Museum в Португалии
- Home Computer Museum UK